# Nomada ridingsii
Nomada ridingsii är en biart som beskrevs av Cresson 1878. Nomada ridingsii ingår i släktet gökbin, och familjen långtungebin. Inga underarter finns listade i Catalogue of Life.